# Ormyrus desertus
Ormyrus desertus är en stekelart som beskrevs av Zerova och Dawah 2003. Ormyrus desertus ingår i släktet Ormyrus och familjen kägelglanssteklar.
Artens utbredningsområde är Saudiarabien. Inga underarter finns listade i Catalogue of Life.